# Bar-lès-Buzancy

Bar-lès-Buzancy este o comună în departamentul Ardennes din nordul Franței. În 1 ianuarie 2022 avea o populație de 120 de locuitori.